# مبارك عبد الله الأحمد الصباح
الشيخ مبارك عبد الله الأحمد الصباح (1930 - 25 سبتمبر 2023)، وزير كويتي سابق تولّى وزارة البريد والبرق والهاتف سنة 1962، ووزارة الإرشاد والأنباء سنة 1963. هو الابن الأكبر للشيخ عبد الله الأحمد الجابر الصباح وحفيد أمير الكويت العاشر الشيخ أحمد الجابر الصباح. وهو أحد كبار رجال الأسرة الحاكمة في الكويت.

## حياته السياسية
- بعام 1957 وبعد وفاه والده عُيّن نائبًا لرئيس الأمن العام.
- في 17 يناير 1962 عُيّن وزيرًا للبريد والبرق والهاتف وذلك في الحكومة الأولى بعد الاستقلال بفترة المجلس التأسيسي. وبعام 1963 وبعد انتخابات مجلس الأمة الأول عُيّن وزيرًا للإرشاد والأنباء، وظل بهذا المنصب حتى تاريخ 29 ديسمبر 1963 حيث استقالت الوزارة، عُيِّن بعدها وزير دولة لشؤون مجلس الوزراء وذلك لغاية 30 نوفمبر 1964، واعتزل الحياة السياسية بعد ذلك ولم يظهر له أي مشاركة سياسية.

## حياته الأسرية
تزوج من الشيخة زكية عبد الله الجابر الصباح، ولهما:
- الشيخة حصة.
- الشيخ جابر.
- الشيخ طلال.
- الشيخ مشعل.
- الشيخ عبد الله.
- الشيخة نيران.
- الشيخ فهد.
- الشيخة نوف.
- الشيخ خالد.